# Янберт
Янберт, иначе Ианберт (англ. Jænberht; умер 12 августа 792) — 13-й архиепископ Кентерберийский (765—792).

## Биография
Настоятель аббатства Святых Петра и Павла (впоследствии — Аббатство Святого Августина) в Кентербери с 762 года, рукоположён в епископа Кентерберийского 2 февраля 765 года на церковном соборе с участием короля Мерсии Оффы, в 766 году получил паллиум.
Оффа находился во враждебных отношениях с Янбертом и добился отделения епархии Личфилда от Кентерберийской архиепископии и превращения её в альтернативную архиепископию. Упоминание об этом содержится в письме преемника Оффы на троне Мерсии, Кенвульфа, Папе Льву III с просьбой восстановить единство церковной провинции. Предположительно причиной вражды являлись подозрения Оффы, что Янберт оказывает поддержку Экберту II в его стремлении добиться независимости Кента от Мерсии. После битвы при Отфорде в 776 году (видимо, успешной для Кента) Оффа конфисковал землю родственника Янберта, тэна Альдхуна.
 В 786 году в Англию прибыли легаты Папы Римского Адриана I епископ Остии Георг и епископ Тоди Теофилакт. Видимо, в конфликте Янберта с Оффой послы понтифика поддерживали короля. В 787 году состоялся так называемый «дискуссионный синод» Челси, возможно, связанный с визитом папских легатов. Важнейшим решением этого синода стало возвышение епископа Личфилда Хигберта до архиепископского титула, с включением в его церковную провинцию ряда епархий Мерсии и Восточной Англии, изъятых из юрисдикции Кентерберийского архиепископа. В 798 году Папа Лев III объяснял в своём письме Кенвульфу, что это решение было принято вследствие ложного утверждения Оффы, будто оно поддерживается всеми заинтересованными лицами. Разделение сохранялось до Совета Кловешо 803 года.
Сохранились монеты, отчеканенные в период правления Оффы, с изображением короля на одной стороне и архиепископа Янберта — на другой. Янберт и Оффа участвовали в совете Брентфорда 781 года для урегулирования конфликта Оффы с епископом Вустера, а также в ежегодных синодах Челси с 785 по 789 годы.
Умер 12 августа 792 года, избрал местом своего захоронения аббатство Святых Петра и Павла (впоследствии — Аббатство Святого Августина) в Кентербери.
Канонизирован, день памяти — 12 августа.